# Эсвайлер
Эсвайлер (нем. Eßweiler) — община в Германии, в земле Рейнланд-Пфальц. 
Входит в состав района Кузель. Подчиняется управлению Вольфштайн.  Население составляет 418 человек (на 31 декабря 2010 года). Занимает площадь 8,10 км².